# Кравченко, Аграфена Павловна
Аграфе́на Па́вловна Кра́вченко (ок. 1820—1856) — русская провинциальная актриса. Работала в труппах Орловского, Харьковского и Воронежского театров. В 1846 году сопровождала М. С. Щепкина в его большом турне по Украине, особенно уверенно выступая в постановках «Школы жён» Мольера и «Москаля-чарівника» Котляревского. Может упоминаться также как Кравченкова.
Провинциальный уровень сцен, на которых она выступала, и довольно ранняя смерть оставили актрису Кравченко относительно малоизвестной большинству театральных любителей в России.

## Биография
Родилась в семье актёров крепостного театра, который содержал для своего удовольствия один крупный орловский помещик из рода Офросимовых. Сообразительная и пластичная, Аграфена с самого раннего детства приобщилась к профессии родителей, помогавших ей заучивать маленькие танцевальные номера и потом показывать их на сцене.
Всю семью, родителей с ребёнком, купил у Офросимова его сосед, — крупный помещик, такой же хозяин крепостного театра и страстный театрал-любитель — граф С. М. Каменский. Бывший военный, герой Русско-Турецкой войны, граф имел необузданный нрав, слыл отчаянным прожигателем жизни и деспотичным чудаком. Так, за семью из двух с половиной актёров он отдал Офросимову целую деревню в 250 душ.
В театре Каменского крепостные актёры служили, повинуясь жесточайшей дисциплине: малейшую ошибку на сцене режиссёр Каменский, — лично продававший билеты на свои спектакли и тут же писавший о них рецензии в своём журнале «Друг России», — предпочитал исправлять кнутом. В любой момент он мог призвать актёров, чтобы они развлекали его или его гостей танцами или сценкой. Особенно пожилого графа забавляло, как маленькая Аграфена танцевала страстную испанскую «качучу».
В 1835 году совершенно разорившийся граф умер; всем актёрам крепостного театра Каменского его благородные наследники дали вольную. Опытная труппа, в которую входила и юная Аграфена, почти в полном составе перешла в новый городской театр.
29 мая 1842 года, по пути на лечение, через Орёл проезжал известнейший московский актёр Михаил Щепкин. 20 лет назад, ещё малоизвестный, но уже отличавшийся большим талантом, Щепкин сыграл в Орле пару спектаклей в театре графа Каменского; Каменский даже загорелся желанием во что бы то ни стало приобрести его для своего театра, — Щепкин тогда еле уклонился от этой опасной для его судьбы сделки. Теперь же, проезжая по местам своей юности, прославленный мэтр был не прочь предаться ностальгии: неожиданно для всех было решено, что он даст спектакль в Орле. На репетиции времени не было. Партнёршей Щепкина на орловской сцене волею судьбы оказалась Аграфена Кравченко, ставили довольно ходовую тогда пьесу «Мирандолина» — вольную переделку «Трактирщицы» Гольдони:
Игре девицы Кравченко, — писал после спектакля корреспондент из Орла, — сам Щепкин отдал полную справедливость… И если мы наслаждались этой пьесой, в которой выступил перед нами Щепкин, то скажем нашу благодарность девице Кравченко, которой не только роль, но и игра составляли pendant к игре Щепкина  .
 Щепкин был действительно приятно удивлён способностями молодой актрисы и, немного спустя, решил поучаствовать в её карьере, вспомив о ней во время своих гастролей в Харькове. Он попросил, как друга, Любовь Млотковскую, — в то время лучшую актрису Харьковской сцены, — поделиться опытом с перспективной Кравченко и подготовить с ней несколько выигрышных ролей:
По своему таланту, — писал об орловской актрисе один столичный журнал, — по своей любви к искусству, усердию к его изучению, голосу, наружности, по всему этому, соединенному вместе, эта актриса есть очень нечастое явление на малоизвестной сцене…Горько даже становилось, видя её на тесных, нечистых подмостках, окруженную неравным ей ансамблем.
 Вследствие чего в 1845 году Кравченко получает ангажемент в Харьковский театр, а в 1846 году сопровождает Щепкина в его большом турне почти по всем крупным городам Украины. Некоторую известность и определённый успех благодаря этим гастролям Аграфена Кравченко заслужила, но развить его ей не удалось. По неизвестной пока причине утратив непосредственную подсветку звезды такой величины, как М. С. Щепкин, Кравченко так и осталась «хорошей актрисой второго состава».
Позже служила в труппе Воронежского театра.